# 蓬沢村
蓬沢村（よもぎさわむら）は、かつて新潟県古志郡にあった村。
現在の長岡市蓬平町、濁沢町、竹之高地町、山古志南平に相当。現在の南平地区が飛び地状態の村だった。

## 沿革
- 1889年（明治22年）4月1日 - 町村制施行に伴い古志郡蓬平村、濁沢村が合併し、蓬沢村が発足。
- 1901年（明治34年）11月1日 - 古志郡虫亀村と合併し、太田村となり消滅。